# Juan Antonio Cavestany y González Nandín
Juan Antonio Cavestany y González Nandín (Sevilla, 31 de desembre de 1861 - Madrid, 22 de desembre de 1924) fou un escriptor i polític andalús, diputat al Congrés dels Diputats durant la restauració borbònica i acadèmic de la Reial Acadèmia Espanyola.
Passà la seva infantesa a Sevilla, on va començar a escriure de ben jove, i assolí l'èxit quan va estrenar el 13 de desembre de 1877, amb només 17 anys, la peça de teatre El esclavo de su culpa. Militant del Partit Conservador, fou elegit diputat pel districte de Grazalema (província de Cadis) a les eleccions generals espanyoles de 1891, pel de Vitigudino (província de Salamanca) a les eleccions generals espanyoles de 1896, 1898 i 1899, i pel de Sequeros (província de Salamanca) a les eleccions generals espanyoles de 1903. Després fou senador per la província de Salamanca de 1905 a 1910, senador vitalici el 1914 i governador civil de Madrid del 27 de juliol del 1919 al 5 de desembre del mateix any.
El 1902 va ingressar com acadèmic a la Reial Acadèmia Espanyola amb el discurs La copla popular. Ha estat autor de poemes molt popular a Andalusia com El parque de María Luisa.

## Obres
- El esclavo de su culpa (1877)
- La noche antes (1880)[6]
- Poesías (1883)
- Versos viejos (1907)
- Tristes y alegres (1916)